# Acapiata dilatata
Acapiata dilatata là một loài bọ cánh cứng trong họ Cerambycidae.